# La stanza del figlio
La stanza del figlio è un film del 2001 diretto da Nanni Moretti, vincitore della Palma d'oro al 54º Festival di Cannes, 23 anni dopo l'ultimo film italiano vincitore a Cannes, L'albero degli zoccoli di Ermanno Olmi.

## Trama
Giovanni è uno psicanalista che esercita la sua professione ad Ancona e la moglie Paola gestisce una piccola casa editrice. Hanno due figli adolescenti, Irene e Andrea, e la vita della famiglia trascorre nell'ordinaria tranquillità del lavoro e degli studi, resa piacevole dai pranzi consumati insieme, dai passatempi e dallo sport. Vi è qualche incomprensione tra Andrea e il padre, che lo vorrebbe con un carattere più forte e determinato, specie dopo che il ragazzo è stato accusato, insieme a un compagno, di aver rubato a scuola un raro fossile. 
Una domenica, Giovanni propone ad Andrea di trascorrere parte della giornata facendo jogging insieme ed egli accetta rinunciando all'immersione subacquea che aveva programmato, ma l'improvvisa richiesta di un paziente di essere visitato a domicilio annulla il progetto. Andrea allora si reca all'immersione, nella quale perde la vita per un banale incidente. L'armonia familiare si spezza e ciascuno si trova solo nel proprio dolore.
Giovanni è preda dei sensi di colpa nei confronti del figlio, vorrebbe cancellare la dolorosa realtà con un impossibile «ritorno indietro», prova un profondo rancore verso il paziente che ha provocato il cambiamento di programma di quel giorno fatale ed è incapace di continuare il proprio lavoro, che viene radicalmente rimesso in discussione. Egli si rende conto, attraverso minuti particolari – una tazzina sbeccata, una teiera incollata, un mobile rigato – che l'ordine in cui viveva era solo apparente, che era minato da crepe all'apparenza superficiali, ma in realtà profonde.
Alcuni giorni dopo giunge una lettera indirizzata ad Andrea da una sua amica, Arianna, un amore estivo sconosciuto ai genitori, la quale aveva scritto ignorando l'accaduto. Paola desidera incontrarla e per telefono la informa della triste realtà. In un primo tempo la ragazza rifiuta l'incontro, poi decide di rendere visita alla famiglia. A loro Arianna mostra la foto della stanza che Andrea aveva scattato e le aveva donato, entra e si raccoglie in «quella stanza che, dopo la morte di un figlio, non si ha più il coraggio di aprire, dove è difficile rientrare». Forse Arianna possiede il filo che condurrà i personaggi fuori dal labirinto del lutto e della divisione.
La famiglia vorrebbe ospitarla, ma la ragazza è attesa da un amico, Stefano, con il quale deve ripartire in autostop per una vacanza in Francia. Giovanni, Paola e Irene si offrono di accompagnarli con l'auto per un breve tratto che, chilometro dopo chilometro, diviene il viaggio di un'intera notte fino alla frontiera. All'alba giungono a Mentone e qui danno addio ai due giovani. Nel nuovo giorno, il viaggio del ritorno a casa e una nuova vita senza Andrea attende la famiglia.

## Analisi e giudizi critici
La stanza del figlio è la storia di una famiglia e dei rapporti tra i suoi componenti, al cui centro si pone il tema della morte e del profondo dolore che solo la perdita di un figlio può provocare, narrata con sobria densità e con accenti anche estremamente crudi nell'apice della tragedia: «non c'è immagine più irreale del volto bianco di un figlio adolescente morto e adagiato in una bara, non c'è strazio più gelido che sentire alle spalle i necrofori che di quella bara portano il coperchio, non c'è fragore più lancinante di una saldatrice che la chiude, di un martello che l'inchioda».
Il regista evita peraltro ogni caduta nel melodramma raggiungendo «una nuova maturità nella definizione di uno stile sempre più essenziale e raffinato», anteponendo alla rappresentazione della disperazione «la desolazione e lo sconforto, che rappresentano assai meglio il senso della perdita». Su un tale soggetto era «difficile essere più minimalisti e più densi, più spogli e più commoventi, più sensibili e meno ammiccanti. Si possono mantenere gli occhi asciutti, ma si resta posseduti da quei genitori con i quali continuamente ci si identifica».
Moretti conduce il racconto «con incedere classico ma ispirandosi ai due geni del controtempo e del controsguardo, del vedere l'impalpabile, Kieślowski e Don Siegel», mentre riferimenti letterari si possono trovare nel racconto Il bagno di Raymond Carver, che narra di un bambino morto in un banale incidente, e «lo sgretolamento dei rapporti tra i genitori dopo la perdita di un figlio fa venire in mente Bambini nel tempo di Ian McEwan». Questo sentimento di perdita denso e costante può essere paragonato ad una forma di saudade che, nelle parole del famoso cantante brasiliano Chico Buarque, «è mettere in ordine la camera del figlio appena morto».

## Le canzoni del film
Oltre all'«avvolgente» colonna sonora di Nicola Piovani, nel film si ascoltano alcune canzoni: 
- Insieme a te non ci sto più, nella scena in cui tutta la famiglia è in auto con i due figli, scritta da Paolo Conte e cantata da Caterina Caselli. La canzone è stata utilizzata da Nanni Moretti anche nel film Bianca, del 1983.[12]
- By This River di Brian Eno, nella scena del negozio di dischi e alla fine del film.[12]
- Siamo gli eroi, scritta da Alfredo Rizzo e Roberto Righini e cantata da Paola Turci, nella scena in cui Nanni Moretti va sulla giostra del luna park.
- Synchronising di Michael Nyman, dall'album The Kiss-Water Dances, nella scena in cui Nanni Moretti ascolta più volte parti del brano.[12]

## Incassi
La stanza del figlio si classificò al 21º posto tra i primi 100 film di maggior incasso della stagione cinematografica italiana 2000-2001.

## Riconoscimenti
- 2001 - David di Donatello
  - Miglior film a Nanni Moretti e Angelo Barbagallo
  - Migliore attrice protagonista a Laura Morante
  - Miglior colonna sonora a Nicola Piovani
  - Nomination Miglior regia a Nanni Moretti
  - Nomination Migliore sceneggiatura a Linda Ferri, Nanni Moretti e Heidrun Schleef
  - Nomination Miglior produttore a Nanni Moretti (Sacher Film) e Angelo Barbagallo
  - Nomination Migliore attore protagonista a Nanni Moretti
  - Nomination Migliore attrice non protagonista a Jasmine Trinca
  - Nomination Migliore attore non protagonista a Silvio Orlando
  - Nomination Migliore scenografia a Giancarlo Basili
  - Nomination Migliore montaggio a Esmeralda Calabria
  - Nomination Miglior sonoro a Alessandro Zanon
- 2001 - Nastro d'argento
  - Regista del miglior film a Nanni Moretti
  - Premio Guglielmo Biraghi a Jasmine Trinca
  - Nomination Migliore produttore  a Nanni Moretti (Sacher Film) e Angelo Barbagallo
  - Nomination Migliore soggetto a Nanni Moretti
  - Nomination Migliore sceneggiatura a Linda Ferri, Nanni Moretti e Heidrun Schleef
  - Nomination Migliore attrice protagonista a Laura Morante
  - Nomination Migliore attore non protagonista a Silvio Orlando
  - Nomination Migliore attrice non protagonista a Jasmine Trinca
  - Nomination Migliore fotografia a Giuseppe Lanci
- 2001 - Festival di Cannes 
  - Palma d'oro a Nanni Moretti.
  - Premio FIPRESCI a Nanni Moretti.
- 2001 - Ciak d'oro
  - Miglior film a Nanni Moretti[14]
  - Miglior regia a Nanni Moretti[14]
  - Migliore attrice protagonista a Laura Morante[14]
  - Migliore attrice non protagonista a Jasmine Trinca[14]
  - Miglior colonna sonora a Nicola Piovani[14]
- 2001 - Globo d'oro
  - Migliore sceneggiatura a Linda Ferri, Nanni Moretti e Heidrun Schleef
  - Miglior attrice rivelazione a Jasmine Trinca
  - Nomination Miglior attrice a Laura Morante
- 2001 - European Film Awards
  - Nomination Miglior film a Nanni Moretti e Angelo Barbagallo
  - Nomination Migliore attrice a Laura Morante
  - Nomination Premio del pubblico al miglior attore a Nanni Moretti
  - Nomination Premio del pubblico alla migliore attrice a Laura Morante
  - Nomination Premio del pubblico al miglior regista a Nanni Moretti
- 2002 - Premi César
  - Nomination Miglior film straniero a Nanni Moretti